# Chloridolum sieversi
Chloridolum sieversi är en skalbaggsart som först beskrevs av Ludwig Ganglbauer 1886.  Chloridolum sieversi ingår i släktet Chloridolum och familjen långhorningar. Inga underarter finns listade i Catalogue of Life.